# Brenda Eisler
Brenda Eisler, född 16 oktober 1951, är en friidrottare från Kanada. Hon deltog vid olympiska sommarspelen 1972.